# NGC 272
NGC 272 je skupina zvijezda u zviježđu Andromedi.

## Vanjske poveznice
- SEDS: NGC 0272